# Kostel svatého Petra a Pavla (Plateliai)
Kostel svatého Petra a Pavla, litevsky Platelių Šv. apaštalų Petro ir Pauliaus bažnyčia, žemaitsky Plateliū Šv. apaštalū Petra ėr Paulė bažnīčė, je historický dřevěný římskokatolický kostel ve městě Plateliai v okrese Plungė v Telšiaiském kraji v Litvě.

## Další informace
Kostel svatého Petra a Pavla patří mezi nejstarší kostely v Litvě. Jeho hlavní vybavení v barokním stylu pochází z 18. století. Přestože prošel několika rekonstrukcemi a opravami, jeho vzhled se změnil velmi málo. První kostel byl postaven v letech 1486–1526 na místě pohanské svatyně. Na počátku 18. století bylo město silně poškozeno válkou a požárem a kostel byl poškozen. V roce 1744 byl postaven současný kostel. U kostela je také hřbitov a dřevěná zvonice. Dřevěná zvonice byla postavena v roce 1899. Varhany pocházejí z roku 1909.

## Galerie

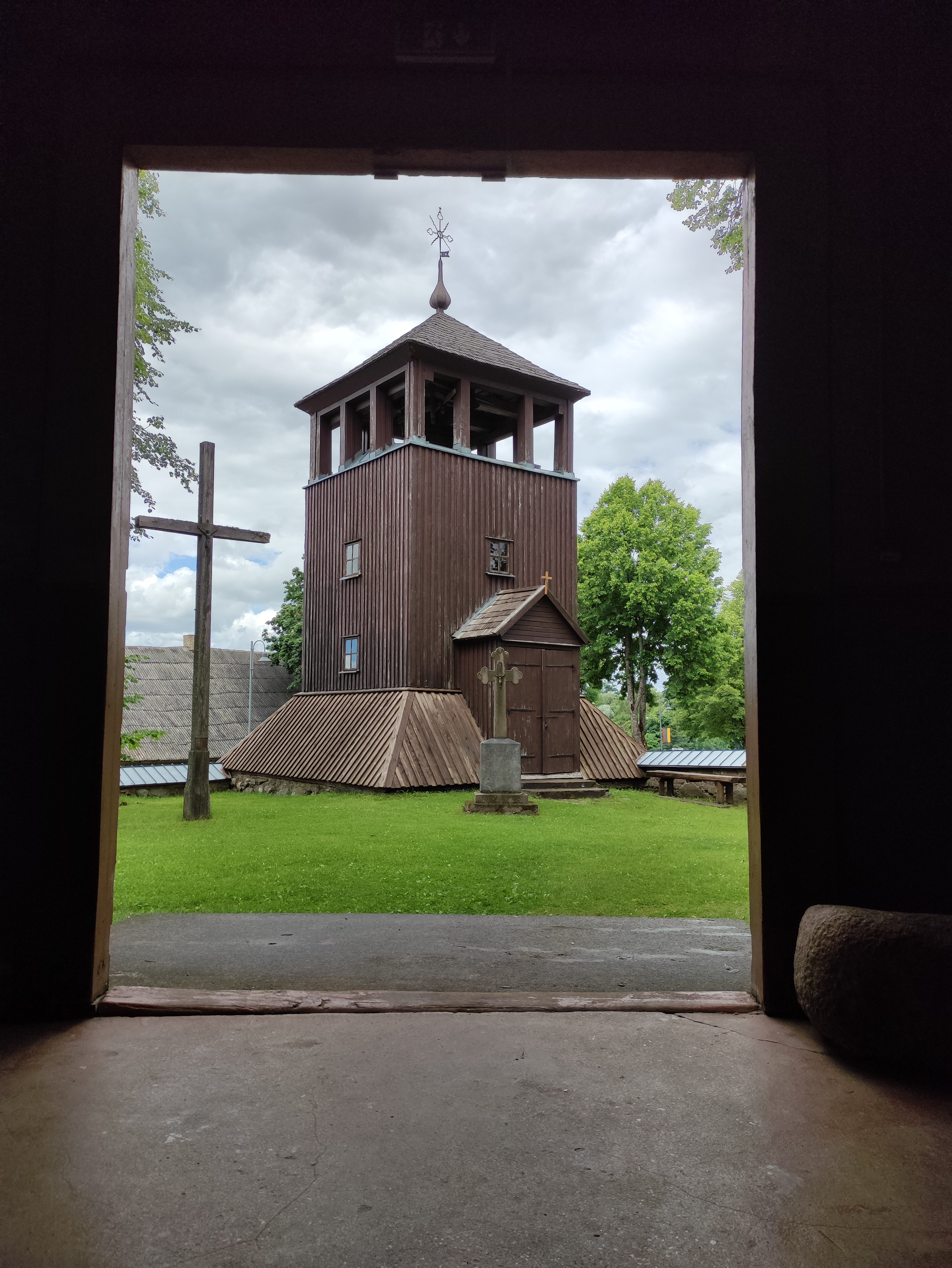
Dřevěná zvonice
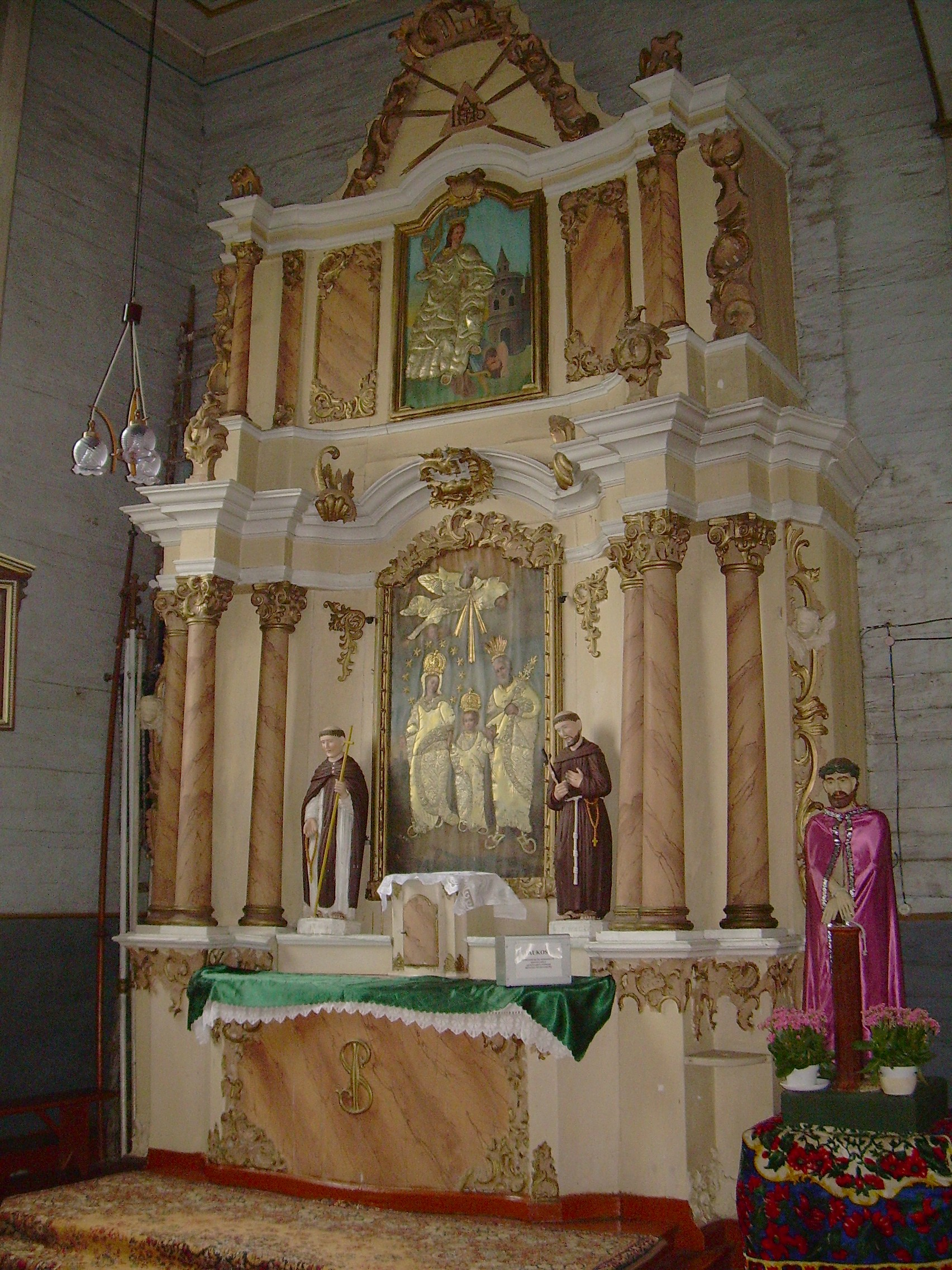
Boční oltář
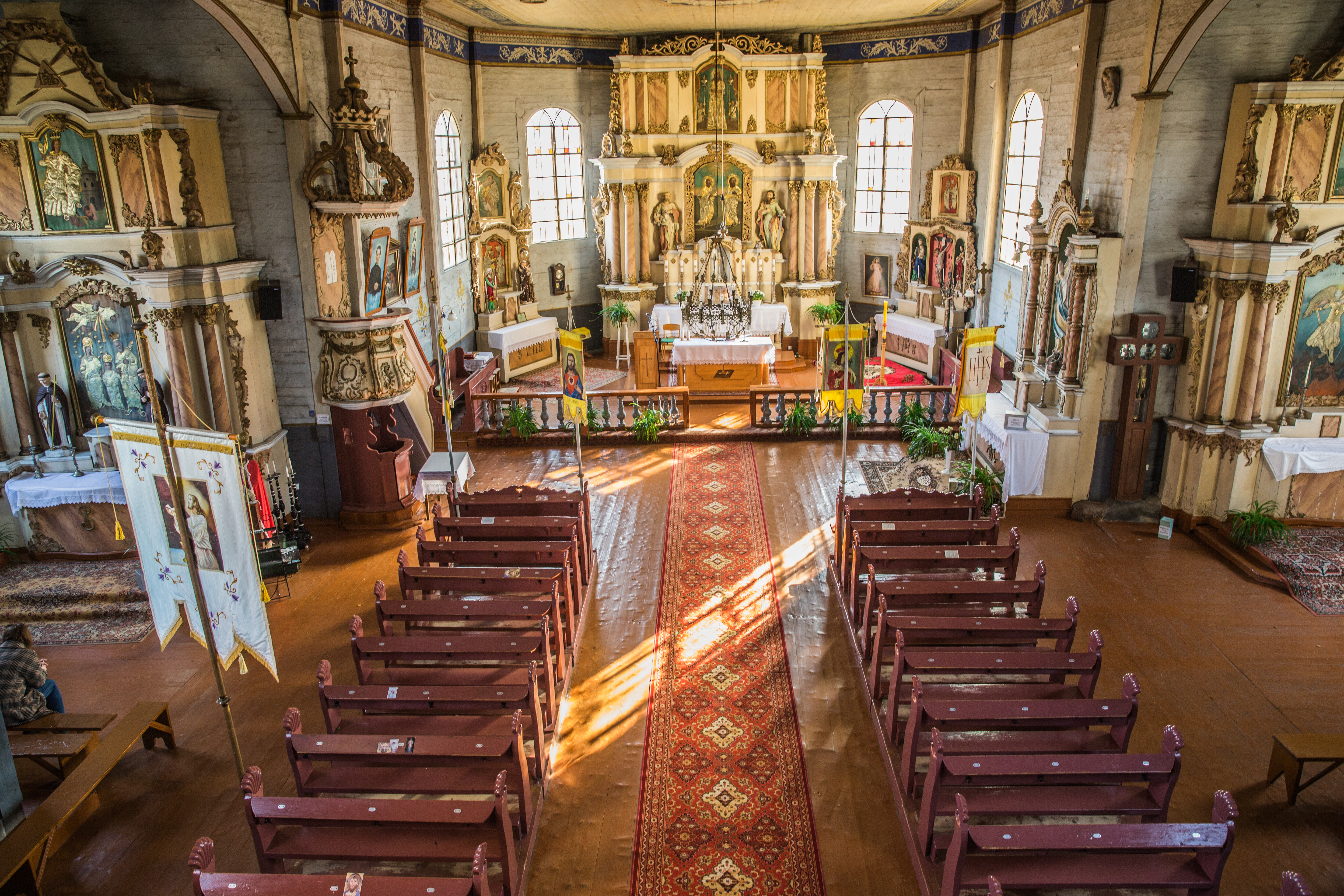
Hlavní loď
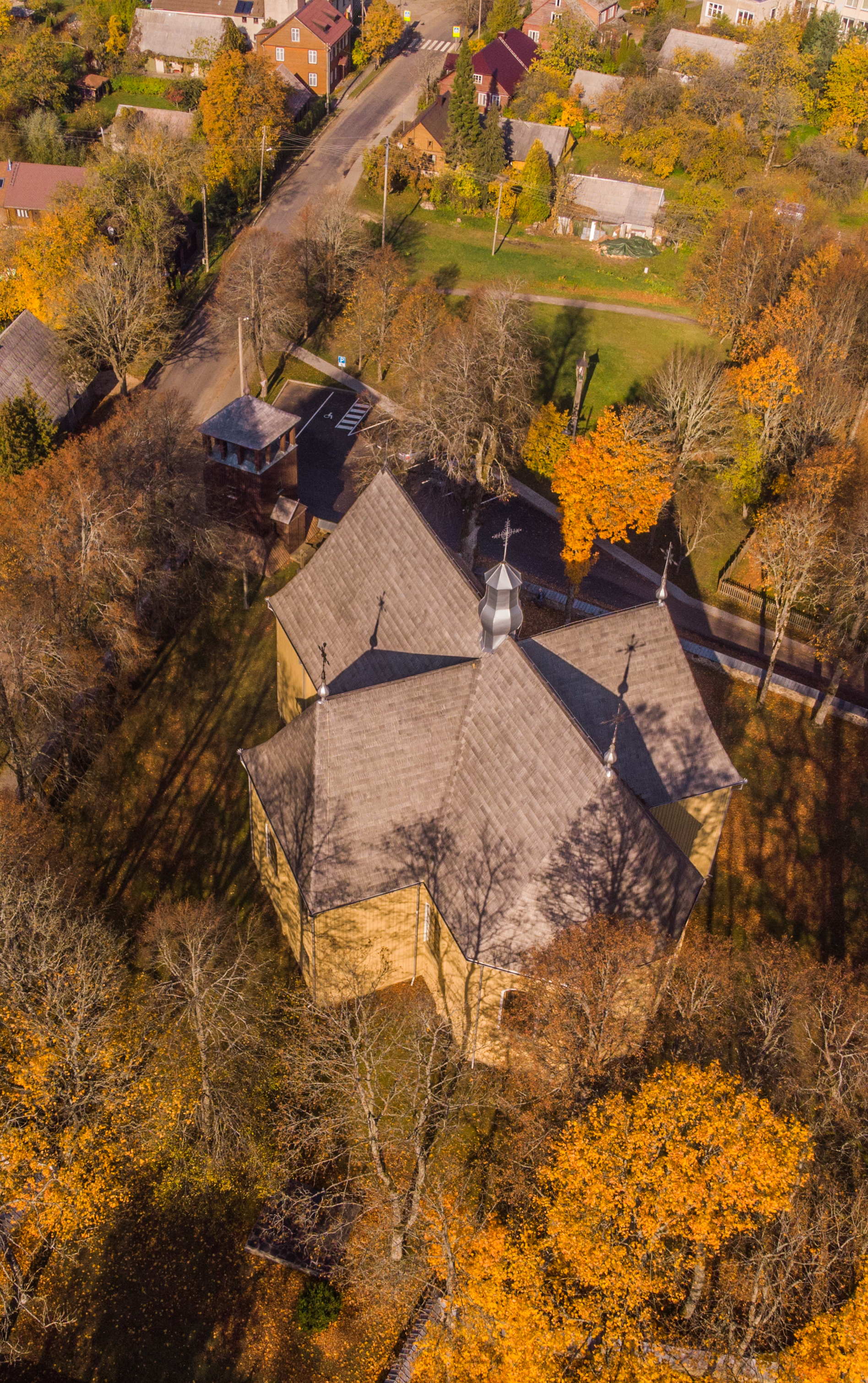
Letecký pohled na kostel
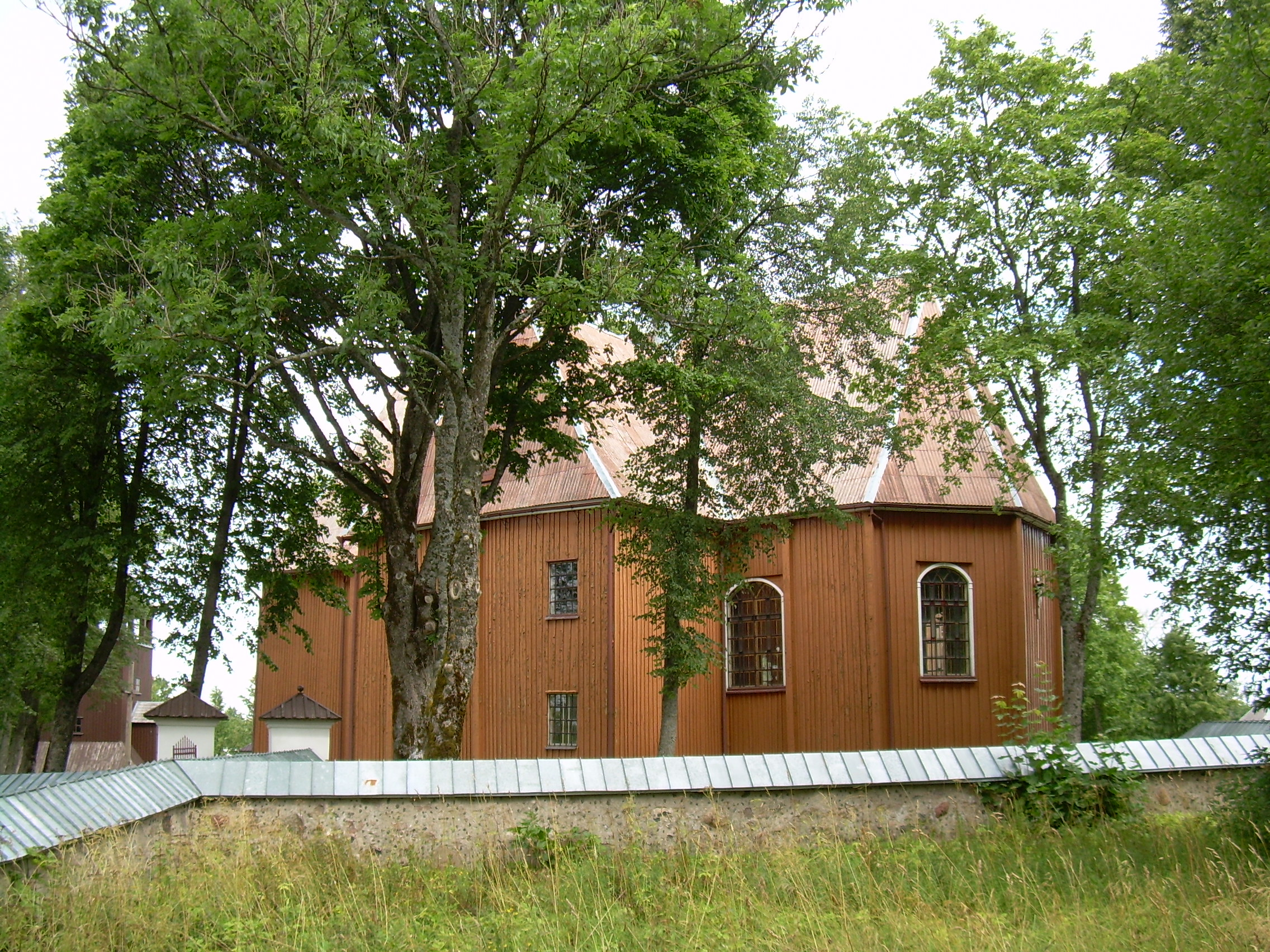
Pohled na kostel zboku